# Gogo ornatus
Gogo ornatus és una espècie de peix de la família dels ancàrids i de l'ordre dels siluriformes.

## Morfologia
- Els mascles poden assolir 21,2 cm de longitud total.
- Nombre de vèrtebres: 43-46.[1]

## Hàbitat
És un peix d'aigua dolça i de clima temperat.

## Distribució geogràfica
Es troba a Madagascar.